# Eiao
Eiao é a maior das ilhas do Arquipélago das Marquesas do extremo noroeste. A ilha foi descoberta em 1791 pelo capitão americano Joseph Ingraham, que a batizou de Ilha Knox em homenagem ao Secretário da Guerra dos Estados Unidos na época, Henry Knox. Outros nomes dados a esta ilha por exploradores ocidentais incluem Masse, Fremantle e Robert.

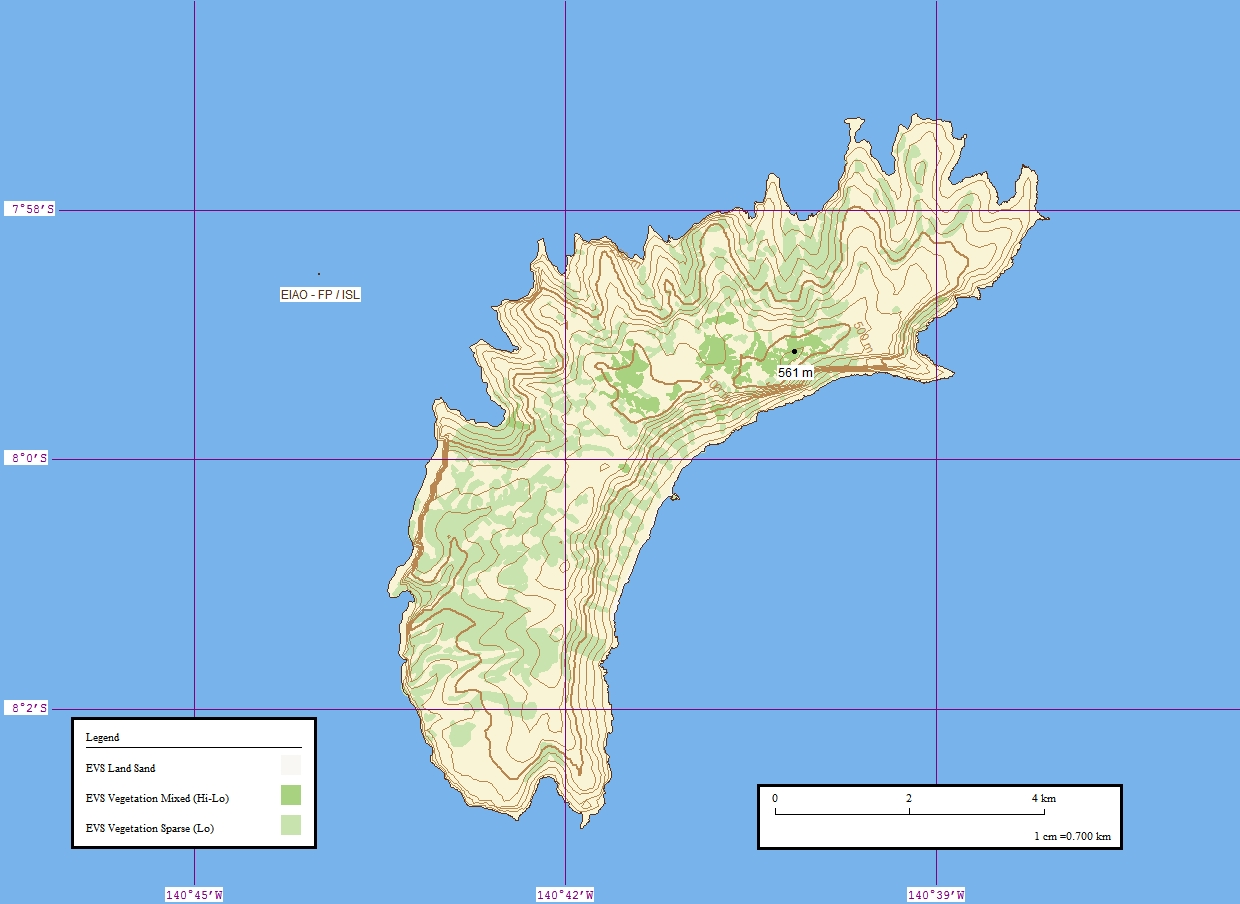
Mapa de Eiao

Eiao faz parte administrativamente da comuna (município) de Nuku Hiva, na subdivisão administrativa do Arquipélago das Marquesas.
O centro desta ilha é um planalto elevado, elevando-se no lado leste a 576 metros acima do nível do mar (1.890 pés), grande parte do qual foi devastado por rebanhos de ovelhas selvagens trazidos aqui pela humanidade. Há um bom ancoradouro, encontrado no lado oeste da ilha em Vaituha.
No final do século XIX, a ilha foi brevemente usada como uma ilha de colônia de leprosos, embora esse empreendimento tenha sido abandonado por causa das secas frequentes e da dificuldade de desembarque confiável de suprimentos na ilha. Na década de 1970, a ilha foi palco de extensa atividade militar francesa, enquanto estava sendo explorada como um possível local para testes de armas nucleares. Esta ilha e as rochas ao redor foram declaradas Reserva Natural da Ilha Eiao em 1992, como um primeiro passo para proteger seu ecossistema — incluindo uma série de espécies ameaçadas de extinção, algumas das quais são endêmicas. Antes da criação da reserva, o Pomarea fluxa, uma ave da ordem passeriformes, foi extinto.
Em tempos pré-europeus, os corpos dos chefes de partes de Te l'i eram levados para o enterro em Eiao.
Eiao foi o lar de uma tribo marquesana chamada Tuametaki.
Ferramentas de pedra, especialmente enxós, feitas de basalto foram encontradas em sítios arqueológicos em outras ilhas, fornecendo evidências de viagens pré-históricas entre as ilhas dentro deste grupo de ilhas.